# 2 Reyes 12
2 Reyes 12 es el decimosegundo capítulo de la segunda parte de los Libros de los Reyes de la Biblia hebrea o Segundo Libro de los Reyes del Antiguo Testamento de la  Biblia cristiana El libro es una compilación de varios anales que registran los actos de los reyes de Israel y Judá por un compilador deuteronómico en el siglo VII a. C. con un suplemento añadido en el siglo VI a. C. Este capítulo registra el reinado de Joás como rey de Judá.

## Texto
Este capítulo fue escrito originalmente en lengua hebrea. Se divide en 21 versículos en las Biblias cristianas, pero en 22 versículos en la Biblia hebrea, como en la tabla comparativa de numeración de versículos que aparece a continuación.

### Numeración de Versículos
| Español | Hebreo  |
| ------- | ------- |
| 11:21   | 12:1    |
| 12:1-21 | 12:2-22 |

Este artículo sigue generalmente la numeración común en las versiones cristianas de la Biblia en inglés, con notas a la numeración en las versiones hebreas de la Biblia.

### Testigos textuales
Algunos de los primeros manuscritos que contienen el texto de este capítulo en hebreo pertenecen a la tradición del Texto Masorético, que incluye el Códice de El Cairo (895), el Códice de Alepo (siglo X) y el Códice Leningradensis (1008).
También existe una traducción al griego koiné conocida como Septuaginta, realizada en los últimos siglos a. C.. Los manuscritos antiguos existentes de la versión Septuaginta incluyen el Codex Vaticanus (B; {\displaystyle {\mathfrak {G}}}B; siglo IV) y el Codex Alexandrinus (A; {\displaystyle {\mathfrak {G}}}A; siglo V).